# باكبون إنترتيمنت
باكبون إنترتيمنت (بالإنجليزية: Backbone Entertainment)‏ ، هي شركة مطورة لألعاب الفيديو مقرها كاليفورنيا، الولايات المتحدة. كانت نتيجة الاندماج الذي حصل بين شركتي «دجتل اكلبس سوفتوير» و «إيماجين إنجين». من ألعابها: سابيرو 2: موسم اللهيب.

## الألعاب
- سبايرو: موسم الجليد
- سرقة السيارات الكبرى
- سابيرو 2: موسم اللهيب
- سبايرو: هجوم وحيدي القرن
- القنفذ سونيك
- 1942: جوينت سترايك
- سيجا ميجا درايف ألتيميت كولكشن
- راجع قائمة ألعاب باكبون إنترتيمنت